# Llista de capítols de Berserk
La llista de capítols del manga Berserk de Kentaro Miura està classificada en arcs i dividits en episodis, després reimpresos agrupant episodis en un volum. Els primers setze episodis no tenen xifra que els identifiqui, ja que la serialització del manga era diferent (episodis més llargs). El manga, que es publicava normalment de manera irregular a la revista Young Animal, té alguns episodis desordenats als volums finals a petició de Miura.
El manga es va començar a publicar en català el 22 de juny de 2023 per part de Panini Comics, en una edició anomenada Maximum Berserk.

## Publicació en català
| Núm. | Data de publicació en català | ISBN català       |
| --- | ---------------------------- | ----------------- |
| 1 | 22 de juny de 2023           | 978-84-115-0471-3 |
| En Guts és un guerrer vestit de negre de cap a peus que va equipat amb una espasa més alta que ell mateix i un contundent braç ortopèdic de ferro. Al seu pas es formen rius de sang i els cadàvers s'amunteguen. L’elf Puck rep l’ajuda de l’enigmàtic espadatxí quan es troba en un destret i, arran d’això, decideix començar a seguir-lo. En Puck, impressionat per l’increïble poder d’en Guts, s'esborrona en veure el món de malson en què habita el guerrer. Eixams d’espectres miren de barrar-li el pas cap al seu objectiu... I què és l’estigma que té al clatell!? Deu ser això el que l’empeny a buscar venjança!? |                              |                   |
| 2 | 24 d'agost de 2023           | 978-84-115-0624-3 |
| Després d’arribar a una ciutat subjugada pel terror que s'havia entregat sense saber-ho al mal, en Guts persegueix al malvat comte, que es dedica a massacrar els seus súbdits després d’haver-se convertit en monstre... Just llavors, en Guts es topa amb els cinc Mà de Déu que havia estat perseguint! Però, per posar llum a la foscor i descobrir què porta en Guts a aquesta recerca... la història es remuntarà anys enrere fins al mateix naixement del nostre protagonista!! |                              |                   |
| 3 | 26 d'octubre de 2023         | 978-84-115-0748-6 |
| Des del moment de néixer, en Guts mai ha conegut l’afecte d’una altra persona. Només sent una certa afinitat amb en Gambino, malgrat que sempre l’hagi maltractat, ja que en el fons l’ha criat com si fos fill seu. Tot i així, una funesta nit, mentre prova de protegir-se’n, en Guts acaba matant el seu pare adoptiu. Completament sol al món, el nostre protagonista continua millorant com a guerrer fins que, després d’un combat, es topa amb en Griffith i el seu poderós grup de mercenaris, la Banda del Falcó, a la qual s'acaba integrant. Després de guanyar-se la confiança d’en Griffith, en Guts protagonitza grans gestes com a membre de la banda. La joventut de l’Espadatxí Negre entra ara a la seva edat d’or!! |                              |                   |
| 4 | 21 de desembre de 2023       | 978-84-115-0904-6 |
| En plena Edat Mitjana, un conflicte armat estratègic ja dura un segle d’acer i sang. Griffith, comandant de la poderosa “Banda del Falcó” no para d’acumular mèrits i condecoracions després d’haver obtingut el reconeixement de la seva tropa com a part de l’exèrcit regular de Midland, nació que aspira a posar fi d’una vegada per totes a la llarga guerra. Un cop comença la batalla definitiva entre Midland i Tudor per l’hegemonia, la Banda del Falcó busca protagonitzar una darrera i impressionant gesta. Enmig de la lluita Guts salva Kasca, però tots dos cauen per un precipici. Mentre ell en té cura d’ella, afectada d’una forta febre, comença a explicar-li el seu passat: com Griffith li va salvar la vida, com va acabar a la Banda del Falcó, el que sent per Griffith...                                                                |                              |                   |
| 5 | 22 de febrer de 2024         | 978-84-105-1009-8 |
| Després de tres anys intentant-se convèncer que la Banda del Falcó era el seu lloc al món, en Guts decideix abandonar els seus companys. Un dels motius que el porten a fer-ho és recuperar-se a si mateix, ja que s'havia acabat convertint en l’“ombra” d’en Griffith, el qual es trobava cada cop més a prop de la “llum”. Però també marxa perquè vol demostrar-li a en Griffith que és capaç d’aconseguir la victòria sense cap mena d’ajuda. Tot i així, el comandant de la banda s'entesta a retenir en Guts encara que sigui per la força, i el desafia a un duel com el que van disputar el llunyà dia que es van conèixer. El combat se salda amb una victòria aclaparadora d’en Guts, que sotmet el seu fins ara líder d’un sol cop. En aquell precís instant, alguna cosa dins d’en Griffith s'esberla...                                                |                              |                   |
| 6 | 25 d'abril de 2024           | 978-84-105-1135-4 |
| Després que en Guts abandoni la Banda del Falcó, en Griffith ofèn greument el rei de Midland, que decideix empresonar-lo i condemnar-lo a cruels tortures mentre l’exèrcit de la nació s'acarnissa amb els seus homes. Un any més tard, els pocs supervivents miren de sobreviure a l’exili sota el comandament de la Casca. En assabentar-se dels rumors, en Guts reapareix davant dels seus antics companys just a temps per repel·lir l’atac d’un esquadró d’assassins. Poc després, la Casca i ell se sinceren, es perdonen i aprenen a confiar l’un en l’altre. Després de rescatar en Griffith, en Guts i els altres aconsegueixen desfer-se d’un grup de letals assassins Bakiraka a les clavegueres de la capital i fugir... Fins que l’aïrat sobirà ordena als Cavallers del Gos Negre, liderats pel despietat Wyald, que els persegueixin i els aniquilin! |                              |                   |
| 7 | 27 de juny de 2024           | 978-84-105-1300-6 |
| L'Eclipsi!! El beherit ha tornat a les mans d’en Griffith i, en ressonar amb els crits del seu cor, comença a vessar llàgrimes de sang i s'emporta la Banda del Falcó a l’altra dimensió. És llavors quan té lloc l’adveniment dels Mà de Déu, quatre éssers grotescos que anuncien la incorporació d’en Griffith a les seves files a canvi d’un sacrifici que li permetrà complir el “somni”, que tan sols podrà fer realitat a canvi d’entregar els seus companys. En Griffith ja ha pres una decisió... Comença ara el banquet desenfrenat dels dimonis! |                              |                   |
| 8 | 26 de setembre de 2024       | 978-84-105-1371-6 |
| Han passat dos anys des del terrible Eclipsi en el qual la Banda del Falcó va quedar pràcticament escombrada. En Guts emprèn un viatge amb l’objectiu de venjar-se dels Mà de Déu —als quals s'ha unit en Griffith un cop convertit en la figura d’en Femto— i els seus apòstols. Quan arriba a un llogarret proper a la Vall de la Boira, cobert tot l’any per una densa broma, l’Espadatxí Negre salva la Jill, una noieta que havia estat raptada per una colla de saltamarges mentre rondava pel bosc fugint del seu pare i els seus antics companys d’armes, que la maltractaven. El llogarret de la Jill pateix de tant en tant l’atac d’un grup d’elfs que devoren no només el bestiar, sinó també els éssers humans. Després de comprovar que de fet no es tracta d’elfs, sinó de criatures diabòliques, en Guts es llança a exterminar-los!                 |                              |                   |
| 9 | 28 de novembre de 2024       | 978-84-105-1473-7 |
| Han passat dos anys des del terrible Eclipsi en el qual la Banda del Falcó va quedar pràcticament escombrada. En Guts emprèn un viatge amb l’objectiu de venjar-se dels Mà de Déu —als quals s'ha unit en Griffith un cop convertit en la figura d’en Femto— i els seus apòstols. En Guts, malferit i esgotat després d’haver-se enfrontat a la Rosine, acaba sent capturat. Quan la Farnese, la comandant dels Cavallers de la Santa Cadena de Ferro, l’interroga, ell aprofita la devota fe de la noia per provocar-la i fer-li perdre els papers. Fins que, en fer-se fosc, l’indomable guerrer, ara mig nu i tancat en una gàbia, rep una nova visita dels éssers demoníacs... |                              |                   |
| 10 | 27 de febrer de 2025         | 978-84-105-1649-6 |
| Ja fa dos anys de l’horrible Eclipsi en què va caure tota la Banda del Falcó. En Guts comença un nou viatge per tal de venjar-se dels Mà de Déu i els seus apòstols, ara que en Griffith s'hi ha unit després d’esdevenir en Femto. Una ombra negra cobreix el cel de tot el món mentre en Guts es dirigeix a la Torre de la Condemna tot cercant la Casca, que ha desaparegut. Pel camí es creua amb el Cavaller de la Calavera, que l’avisa del fals eclipsi que tindrà lloc a Terra Santa; on milers de refugiats es troben al voltant de la Torre de la Condemna. Allà, sumits en l’absoluta desesperació, no para d’haver-hi caces de bruixes i heretges. Precisament, la Casca cau presa d’un grup d’heretges que creuen que es tracta d’una bruixa de debò...                                                                                                 |                              |                   |
| 11 | 24 d'abril de 2025           | 978-84-105-1873-5 |
| Han passat dos anys des del terrible Eclipsi en el qual la Banda del Falcó va quedar pràcticament escombrada. En Guts emprèn un viatge amb l’objectiu de venjar-se dels Mà de Déu —als quals s’ha unit en Griffith un cop convertit en la figura d’en Femto— i els seus apòstols. L’Espadatxí Negre s’endinsa a la Torre de la Condemna, engolida per un fenomen d’ultratomba, a la recerca de la Casca, però de seguida es veu envoltat pels inquisidors d’en Mozgus mentre la noia està a punt de ser cremada viva a la pira. L’apòstol que ha transformat en Mozgus i els seus sàdics acòlits es dirigeix cap a la torre per culminar la seva ambició: crear un món perfecte. |                              |                   |
| 12 | 19 de juny de 2025           | 978-84-105-1988-6 |
| Després de revelar-li a en Guts que el seu objectiu continua sent disposar del seu propi país, la reencarnació d’en Griffith atura l’exèrcit de Kushan, el qual avança, implacable, pel territori de Midland. Al costat seu, guiats per designis superiors, s’apleguen grans guerrers vinguts d’arreu. Mentrestant, en Guts decideix posar rumb a la plàcida terra natal d’en Puck pel bé de la Casca. I és que el seu refugi a la cova d’en Godot, l’únic indret que fins ara els protegia dels dimonis, ha quedat destruït. El guerrer es jura a si mateix que no tornarà a perdre mai la Casca, però...! |                              |                   |

## Publicació complerta
Més enllà de la publicació en català, la llista complerta traduïda directament del japonès és:

### Arc i capítol de l'Espadatxí Negre
Volum 1
- L'espadatxí negre
- L'estigma
- Els àngels del desig (1a Part)

Volum 2
- Els àngels del desig (2a Part)
- Els àngels del desig (3a Part)

Volum 3
- Els àngels del desig (4a Part)
- Els àngels del desig (5a Part)
- Els àngels del desig (6a Part)

### Arc i capítol de l'Edat Daurada
- L'edat daurada (1a Part)

Volum 4
- L'edat daurada (2a Part)
- L'edat daurada (3a Part)
- L'edat daurada (4a Part)
- L'edat daurada (5a Part)
- L'edat daurada (6a Part)

Volum 5
- L'edat daurada (7a Part)
- L'edat daurada (8a Part)
- 001: Bramul d'espases
- 002: En Zodd, l'immortal (1a Part)
- 003: En Zodd, l'immortal (2a Part)
- 004: En Zodd, l'immortal (3a Part)
- 005: En Zodd, l'immortal (4a Part)
- 006: Mestre de l'espasa (1a Part)

Volum 6
- 007: Mestre de l'espasa (2a Part)
- 008: La conxorxa (1a Part)
- 009: La conxorxa (2a Part)
- 010: La conxorxa (3a Part)
- 011: La conxorxa (4a Part)
- 012: Alguna cosa estimada
- 013: El preludi
- 014: La batalla
- 015: Na Kiasca (1a Part)
- 016: Na Kiasca (2a Part)

Volum 7
- 017: Na Kiasca (3a Part)
- 018: Lluita suïcida (1a Part)
- 019: Lluita suïcida (2a Part)
- 020: Lluita suïcida (3a Part)
- 021: Supervivència
- 022: La foguera dels somnis
- 023: L'assetjament a Doldrey (1a Part)
- 024: L'assetjament a Doldrey (2a Part)
- 025: L'assetjament a Doldrey (3a Part)
- 026: L'assetjament a Doldrey (4a Part)

Volum 8
- 027: L'assetjament a Doldrey (5a Part)
- 028: L'assetjament a Doldrey (6a Part)
- 029: El retorn triomfal
- 030: Moments gloriosos
- 031: La pira mortuòria (1a Part)
- 032: La pira mortuòria (2a Part)
- 033: La nit nevada
- 034: La matinada de l'eixida (1a Part)
- 035: La matinada de l'eixida (2a Part)
- 036: La matinada de l'eixida (3a Part)

Volum 9
- 037: El cavaller de la calavera
- 038: L'inici d'una nit interminable
- 039: El falcó caigut
- 040: El final d'un somni
- 041: Un campionat de lluita
- 042: Els fugitius
- 043: Els guerrers
- 044: Els aliats
- 045: La confessió
- 046: Les cicatrius (1a Part)
- 047: Les cicatrius (2a Part)

Volum 10
- 048: Espurnes d'espasa
- 049: La incursió a Windam (1a Part)
- 050: La incursió a Windam (2a Part)
- 051: La vetlla (1a Part)
- 052: La vetlla (2a Part)
- 053: Confinament etern
- 054: Retrobament a les profunditats
- 055: El sender sanguinolent
- 056: Els Bakiraka (1a Part)
- 057: Els Bakiraka (2a Part)
- 058: La flor del castell de pedra

Volum 11
- 059: El gos maleït (1a Part)
- 060: El gos maleït (2a Part)
- 061: El gos maleït (3a Part)
- 062: El gos maleït (4a Part)
- 063: El rugit de la bèstia
- 064: El bosc tràgic
- 065: Lluita a mort (1a Part)
- 066: Lluita a mort (2a Part)
- 067: L'armadura equipada
- 068: El visitant del cel
- 069: Nova trobada amb l'immortal

Volum 12
- 070: Un rèquiem al vent
- 071: Els guerrers de les tenebres
- 072: El noi dels carrerons
- 073: L'eclipsi
- 074: El moment promès
- 075: L'adveniment
- 076: Els monstres d'un altre món
- 077: El castell
- 078: El fatídic comiat
- 079: El banquet

Volum 13
- 080: La tempesta mortal (1a Part)
- 081: La tempesta mortal (2a Part)
- 082: El déu de l'abisme (1a Part)
- 083: El déu de l'abisme (2a Part)[16]Retirat dels volums del manga finals per revelar massa
- 084: Sang fresca
- 085: Accelerant
- 086: El naixement
- 087: La llum dels records de l'ull dret
- 088: La fugida
- 089: Despertant del malson
- 090: A tota marxa
- 091: El jurament de contraatac

Volum 14
- 092: El nen demoníac
- 093: L'armament
- 094: El caçador de dracs

### Arc de la Condemnació

#### Capítol dels Nens Perduts
- 095: Retorn al present: reapareix l'espadatxí negre
- 096: La fada de la vall boirosa
- 097: Na Jil
- 098: Arribada per l'aire
- 099: L'insecte demoníac

Volum 15
- 100: La reina
- 101: El foc follet
- 102: En Pirkaff, el d'ulls vermells
- 103: La nena del record
- 104: El món dels éssers voladors
- 105: Els guardians (1a Part)
- 106: Els guardians (2a Part)
- 107: El perseguidor
- 108: La vall boirosa (1a Part)
- 109: La vall boirosa (2a Part)
- 110: El capoll

Volum 16
- 111: Un monstre
- 112: El dimoni volador
- 113: Sang fresca al firmament nocturn
- 114: Meitat dimoni, meitat humà
- 115: La cuca de llum
- 116: El camí de tornada a casa
- 117: Els elfs del cel blau

### Capítol de l'Encadenament
- 118: Les bèsties tenebroses
- 119: Els cavallers de la Cadena Santa (1a Part)
- 120: Els cavallers de la Cadena Santa (2a Part)
- 121: L'ídol buit

Volum 17
- 122: L'ésser dels ulls tapats
- 123: La nit miraculosa
- 124: Recordar el principi
- 125: El matí de la veritat

### Capítol de la Cerimònia del Naixement
- 126: La revelació (1a Part)
- 127: La revelació (2a Part)
- 128: La revelació (3a Part)
- 129: El fil esquerdat
- 130: Flames febles
- 131: Cap a Terra Santa (1a Part)
- 132: Cap a Terra Santa (2a Part)

Volum 18
- 133: Els exploradors Kúixans (1a Part)
- 134: Els exploradors Kúixans (2a Part)
- 135: La torre de l'ombra (1a Part)
- 136: La torre de l'ombra (2a Part)
- 137: Els nens de l'ombra
- 138: El rabiós creient fanàtic
- 139: Els budells de la Terra Santa
- 140: La bruixa
- 141: La carretera d'espectres (1a Part)
- 142: La carretera d'espectres (2a Part)
- 143: Les columnes de foc

Volum 19
- 144: L'espadatxí negre a Terra Santa
- 145: Llaurant
- 146: Un nen amb ambició
- 147: La cova diabòlica
- 148: El retrobament
- 149: L'emboscada
- 150: El precipici
- 151: Les presoneres
- 152: La marededéu de ferro
- 153: Un riu sagnant de morts (1a Part)
- 154: Un riu sagnant de morts (2a Part)

Volum 20
- 155: Un fil d'aranya
- 156: El que marxa pel cim i el que s'arrossega dins la cova
- 157: Els àngels de l'infern
- 158: Un desconegut al fons de l'abisme
- 159: L'ésser espantat
- 160: L'auguri
- 161: El martiri
- 162: L'ensorrament
- 163: Les ombres de la Idea (1a Part)
- 164: Les ombres de la Idea (2a Part)
- 165: Les ombres de la Idea (3a Part)

Volum 21
- 166: El peix volador
- 167: El monjo monstruós (1a Part)
- 168: El monjo monstruós (2a Part)
- 169: Implorant i bel·ligerant
- 170: L'onada tenebrosa (1a Part)
- 171: L'onada tenebrosa (2a Part)
- 172: La ressonància
- 173: El cel cau
- 174: A trenc d'alba
- 175: L'aparició
- 176: La decisió i la marxa

### Arc del Falcó Mil·lenari

#### Capítol de les Memòries de la Santa Guerra Demoníaca
Volum 22
- 179: El món que començà a desfer-se
- 180: Retrobament al turó de les espases
- 181: El guerrer bèstia contra l'espadatxí negre
- 182: La constància
- 183: Pròleg de les memòries de la guerra
- 184: El furiós atac dels Kúixans
- 185: El vent del crit de guerra (1a Part)
- 186: El vent del crit de guerra (2a Part)
- 177: Neu i flames (1a Part)
- 178: Neu i flames (2a Part)

Volum 23
- 187: El viatge hivernal (1a Part)
- 188: El viatge hivernal (2a Part)
- 189: El temps que se'm va escapar de les mans
- 190: El meu propi ullal
- 191: El retrobament a l'erm
- 192: Els guerrers diabòlics
- 193: L'escut de l'espasa amb ales
- 194: Les ales de la llum i de les tenebres
- 195: La nit estel·lada
- 196: Com si fos un nen

Volum 24
- 197: El trol
- 198: La bruixa
- 199: La mansió de l'arbre espiritual (1a Part)
- 200: La mansió de l'arbre espiritual (2a Part)
- 201: El pla astral
- 202: La pedra màgica
- 203: Els elementals
- 204: La vila d'Henoc
- 205: Ambició i record
- 206: La invasió dels trols

Volum 25
- 207: L'espasa màgica
- 208: El mirall del pecat
- 209: Màgia
- 210: La pregària profunda
- 211: El ramat demoníac (1a Part)
- 212: El ramat demoníac (2a Part)
- 213: El torrent
- 214: Un xamà
- 215: El Qlípfot
- 216: Aire viciat

Volum 26
- 217: La recompensa (Càstig)
- 218: La recompensa (Salvació)
- 219: A la vora del Regne de les Ombres
- 220: La reina meretriu del Mar Uterí
- 221: Companys
- 222: L'esgarrapada
- 223: Ardent (1a Part)
- 224: Ardent (2a Part)
- 225: L'armadura bersèrker (1a Part)
- 226: L'armadura bersèrker (2a Part)

Volum 27
- 227: El drac del foc
- 228: Al fons de les flames de l'infern
- 229: L'eixida entre flames
- 230: La ciutat diabòlica
- 231: L'emperador del terror
- 232: Els Daka, els soldats diabòlics
- 233: El cavaller Diabòlic
- 234: El déu demoníac
- 235: El despertar de la noia adormida

### Capítol de Falcònia
- 236: Onades rumoroses

Volum 28
- 237: Avís de mal auguri
- 238: El nen sota la llum de la lluna
- 239: L'esperit servent
- 240: La boira sinistra
- 241: Les Makara, les bèsties marines
- 242: El rauc soroll de les onades
- 243: Els Jan-Anim, sobrehumans
- 244: El post de comandament del port
- 245: La ciutat dels humans
- 246: El milà i el mussol al moll

Volum 29
- 247: Una ferida d'espasa
- 248: El guerrer
- 249: Un dinar humil
- 258: Retorn al niu
- 250: Vandimió
- 251: Al jardí
- 252: El lliri blanc del camp
- 253: La mare
- 254: El ball
- 255: La sala de les columnes

Volum 30
- 256: El duel
- 257: El mestre religiós dels territoris cristians
- 259: Tigres perversos
- 260: La invasió
- 261: La gàbia rovellada
- 262: La declaració de Guerra
- 263: La invasió dels monstruosos soldats bèstia
- 264: La revelació
- 265: La ciutat de les bèsties monstruoses (1a Part)
- 266: La ciutat de les bèsties monstruoses (2a Part)

Volum 31
- 267: La badia ardent
- 268: El rodafoc
- 269: La bèstia amb espasa
- 270: El Paramarixia Senani, el general fetiller
- 271: Màgia oriental
- 272: Aquell que se somet
- 273: La flama ardent
- 274: L'emperador de les tempestes
- 275: L'assalt de l'exèrcit de dimonis
- 276: Fet de núvols

Volum 32
- 277: L'atac desesperat
- 278: Posant rumb
- 279: La gran invasió (1a Part)
- 280: La gran invasió (2a Part)
- 281: Vingut volant
- 282: Camp de batalla fressós
- 283: La ventada ferotge
- 284: L'exèrcit regular de Midland
- 285: L'heroi
- 286: Tothom a bord!

Volum 33
- 287: Bombolles
- 288: La batalla naval (1a Part)
- 289: La batalla naval (2a Part)
- 290: L'udol de tenebres
- 291: El somni premonitori
- 292: La boira mortal
- 293: La fosca silenciosa
- 294: L'èxode
- 295: El darrer déu
- 296: Cels rugint

Volum 34
- 297: El gegantesc déu cec
- 298: Dimonis alliberats
- 299: Camp de batalla inhumà
- 300: La fetillera del falcó
- 301: El caos primordial
- 302: L'enlairament
- 303: La lluïssor
- 304: La fissura
- 305: El començament
- 306: Fantasia

Volum 35
- 307: Falcònia

### Arc de Fantasia

#### Capítol de l'Illa dels Elfs
- 308: La nau fantasma (1a Part)
- 309: La nau fantasma (2a Part)
- 310: La nau fantasma (3a Part)
- 311: L'illa solitària
- 312: La noia de la costa ventosa
- 313: Éssers d'un oceà maleït
- 314: Tentacles humans
- 315: El vaixell dels tentacles

Volum 36
- 316: Lluna plena (1a Part)
- 317: Lluna plena (2a Part)
- 318: El guerrer-bèstia
- 319: El déu del mar (1a Part)
- 320: El déu del mar (2a Part)
- 321: El déu del mar (3a Part)
- 322: El cor tronant
- 323: La crida de les profunditats
- 324: La sirena (1a Part)

Volum 37
- 325: La sirena (2a Part)
- 326: Les sirenes
- 327: El ressorgiment
- 328: Arc de la infantesa / Poncelles primaverals del passat (1a Part)[18]
- 329: Arc de la infantesa / Poncelles primaverals del passat (2a Part)[18]
- 330: Arc de la infantesa / Poncelles primaverals del passat (3a Part)[18]
- 331: L'estel fugisser
- 332: La caravana
- 333: El paradís

Volum 38
- 334: La ciutat dels humans
- 335: Dret diví
- 336: El palau dels deu mil dimonis
- 337: El pont de la separació
- 338: El visitant mortífer del capvespre
- 339: La capital sota la llum de lluna
- 340: Lluita a la fosca
- 341: Vol d'alçada
- 342: L'arribada a l'Illa dels Elfs

Volum 39
- 343: El titella flamejant
- 344: La vila dels bruixots
- 345: Els mags
- 346: Èlfelm
- 347: Monarca Trombaflor
- 348: Els erms tenebrosos
- 349: El corriol dels somnis
- 350: Els fragments de la memòria

Volum 40
- 351: El bosc de punxes i cadàvers
- 352: El perquè de la muntanya
- 353: El darrer fragment
- 354: El despertament
- 355: A l'ombra de les capçades
- 356: Els gegants[19]
- 357: Triomf a l'albada

Volum 41
- 358: El començament d'un imperi
- 359: Un mur
- 360: Al prat del cirerer florit
- 361: L'avenc
- 362: El fantasma
- 363: El mico saltironant
- 364: Plor de rosada[20]

Volum 42
- 365: A la quietud de la lluna minvant
- 366: L'ull del remolí
- 367: Les boires s'esvaeixen com flors de cirer pansides
- 368: Els devoradors
- 369: L'illa esvaïda
- 370: Els refugiats de la Mar Occidental
- 371: Una torxa esduïda en les tenebres

Encara fora de volum
- 372: El corb vermell dorm a l'ocellera
- 373: Les baules rovellades que uneixen